# William Brown (giocatore di curling)
William Brown (fl. XX secolo) è stato un giocatore di curling britannico.

## Biografia
Partecipò  ai I Giochi olimpici invernali edizione disputata a Chamonix (Francia) nel 1924, riuscendo a vincere una medaglia d'oro nella squadra britannica con i connazionali Laurence Jackson, Robin Welsh, William K. Jackson, John T. S. Robertson-Aikman, John McLeod, Thomas Murray e D. G. Astley.
Nell'edizione l'argento andò agli svedesi, il bronzo alla Francia.